# Karlino (stacja kolejowa)
Karlino – stacja kolejowa w Karlinie, w województwie zachodniopomorskim, w powiecie białogardzkim, w gminie Karlino. Stacja położona 1,5 km w kierunku północ-północny wschód od centrum Karlina, po zachodniej stronie drogi wojewódzkiej nr 163, 400 m na północny zachód od mostu nad Radwią. Przez stację przebiega jednotorowa zelektryfikowana linia kolejowa Szczecinek – Białogard – Kołobrzeg. Na stacji zatrzymują się wyłącznie pociągi osobowe.

## Ruch pasażerski
| Rok  | Wymiana pasażerska na dobę |
| ---- | -------------------------- |
| 2017 | 20-49                      |
| 2022 | 50-99                      |

Przed budynkiem stacji przystanek autobusowy PKS.
- Turystyczny  Szlak „Solny” – (długość 152 km; Kołobrzeg – Białogard – Tychowo – Połczyn-Zdrój – Czaplinek)
  - na północ do Kołobrzegu (38 km)
  - na południe do Białogardu (13 km)